# 馬蒂亞斯·米勒 (企業家)
馬蒂亞斯·米勒（德語：Matthias Müller，1953年6月9日—），德國企業家，曾在2015年9月25日至2018年4月12日擔任大众集团的總裁。他曾經是該集團子公司保時捷的總裁，也是保時捷汽車控股公司的董事會成員，任期均自2010年起。

## 外部連結
维基共享资源上的相關多媒體資源：馬蒂亞斯·米勒
- Bio at Porsche AG